# 2007 na Coreia do Sul
Esta é uma cronologia dos principais fatos ocorridos no ano de 2007 na Coreia do Sul.

## Incumbentes
- Presidente – Roh Moo-hyun (2003–2008)
- Primeiro-ministro
  - Han Myeong-sook (2006 – 7 de março de 2007)
  - Kwon O-kyu, interino (7 de março de 2007 – 3 de abril de 2007)
  - Han Duck-soo (3 de abril de 2007 – 2008)

## Eventos
- 17 de maio – Em um ato simbólico, dois trens de passageiros - um partido do Sul e outro do Norte - atravessam a fronteira fortificada entre a Coreia do Norte e Coreia do Sul pela primeira vez em mais de 50 anos.
- 30 de junho – Um acordo de livre comércio entre os Estados Unidos e a Coreia do Sul é assinado
- 19 de julho – Crise de reféns sul-coreanos no Afeganistão em 2007: A crise iniciou quando 23 missionários sul-coreanos foram capturados e mantidos como reféns por membros do Talibã enquanto passavam pela província de Ghazni, no Afeganistão. Dois reféns foram mortos; os demais foram libertados durante o mês de agosto.
- 4 de outubro – A Declaração de Paz e Prosperidade é firmada entre as Coreias, onde ambos os países manifestaram o desejo de superar o armistício em que se encontram desde a Guerra da Coreia, para o estabelecimento de um "regime de paz permanente".
- 7 de dezembro – Uma barcaça guindaste de propriedade da Samsung Heavy Industries colidiu com o navio petroleiro Hebei Spirit, ocasionando o derramamento de aproximadamente 10.800 toneladas de óleo. O incidente aconteceu próximo ao porto de Daesan e da praia de Mallipo, no condado de Taean.
- 19 de dezembro – É realizada a eleição presidencial. O conservador Lee Myung-bak é eleito presidente.

## Esportes
- 12 a 21 de julho – Coreia do Sul sedia a Copa da Paz daquele ano
- 18 de agosto a 9 de setembro – Coreia do Sul sedia o Campeonato Mundial de Futebol Sub-17 de 2007

## Mortes
- 21 de janeiro – U;Nee, 25, cantora e atriz
- 10 de fevereiro – Jung Da Bin, 26, atriz